# Волица (Радеховская городская община)
Волица (укр. Волиця) — село в Радеховской городской общине Шептицкого района Львовской области Украины.
Население по переписи 2001 года составляло 87 человек. Занимает площадь 0,184 км². Почтовый индекс — 80271. Телефонный код — 3255.

## История
В 1946 г. Указом ПВС УССР хутор Волица-Радвонецкая переименован в Волицу.